# Isabelle van Keulen
Isabelle van Keulen (Mijdrecht, 16 dicembre 1966) è una violinista e violista olandese.

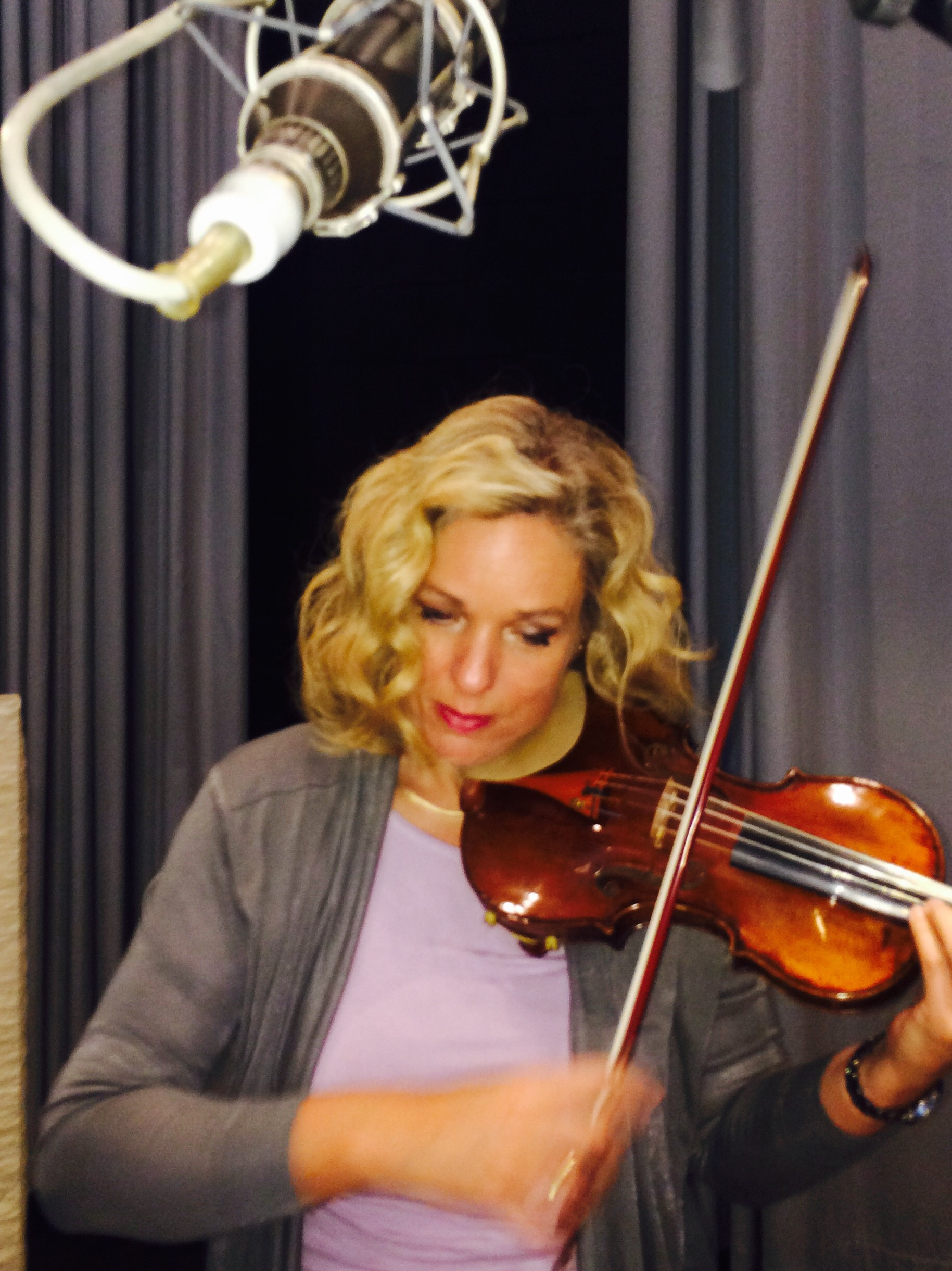
Isabelle van Keulen

Con un ampio repertorio che si estende dalla musica barocca a quella contemporanea, Isabelle van Keulen è considerata una delle più versatili violiniste del momento.

## Biografia
Isabelle van Keulen ha iniziato a suonare il violino a sei anni, proseguendo gli studi con Davina van Wely presso il Conservatorio Sweelinck di Amsterdam; ha continuato gli studi con Sándor Végh al Mozarteum di Salisburgo. 
Nel 1983 ha vinto il secondo premio alla prima edizione del “Yehudi Menuhin International Competition for Young Violinists” (o “Menuhin Competition”) di Folkestone in Inghilterra. 
Nel maggio 1984 ha vinto l’“Eurovision Young Musician of the Year” (Concorso per Giovani Musicisti), che si è svolto presso la Victoria Hall di Ginevra. 
Ha iniziato a collaborare con direttori come Riccardo Chailly, Colin Davis, Neville Marriner, e Marcello Viotti.  Nel corso degli anni ha allargato la sua collaborazione con molti altri direttori tra i quali si possono menzionare Mark Elder, Valerij Gergiev, Neeme Järvi, Roger Norrington, Osmo Vänskä, Hugh Wolff e David Zinman. A quel periodo risale l’inizio della collaborazione con il pianista olandese Ronald Brautigam.
Dal 1997 al 2006 è stata direttore artistico del “Delft Chamber Music Festival”. Nel febbraio 2007 a Colonia è entrata a far parte del Leopold String Trio. Alternando il violino e dirigendo ensemble e orchestre da camera, dal 2009 al 2012 è stato direttore artistico della Norwegian Chamber Orchestra. 
Dall’autunno del 2012 è professore (di violino, viola e musica da camera) presso la Hochschule di Lucerna. 
Si dedica con grande interesse alla “nuova musica”, commissionando brani a compositori contemporanei.
Nel corso degli anni, Keulen ha fatto una serie di registrazioni per diverse case discografiche (Philips, Koch International, DG, BIS, Fidelio, CPO e EMI) e comprende composizioni di Beethoven, Brahms, Bruch, Dutilleux, Elgar, Grieg, Gubaidulina, Haydn, Hans Henkemans, Mozart, Prokof’ev, Reger, Rota, Saint-Saëns, Schnittke, Schubert, Sibelius, Šostakovič, Strauss, Stravinskij, Erkki-Sven Tüür, Vieuxtemps e altri. 
Keulen utilizza un violino Giuseppe Guarneri del Gesù del 1734, l' “ex-Novello” e una viola contemporanea di Stefan-Peter Greiner.